# WikiHouse

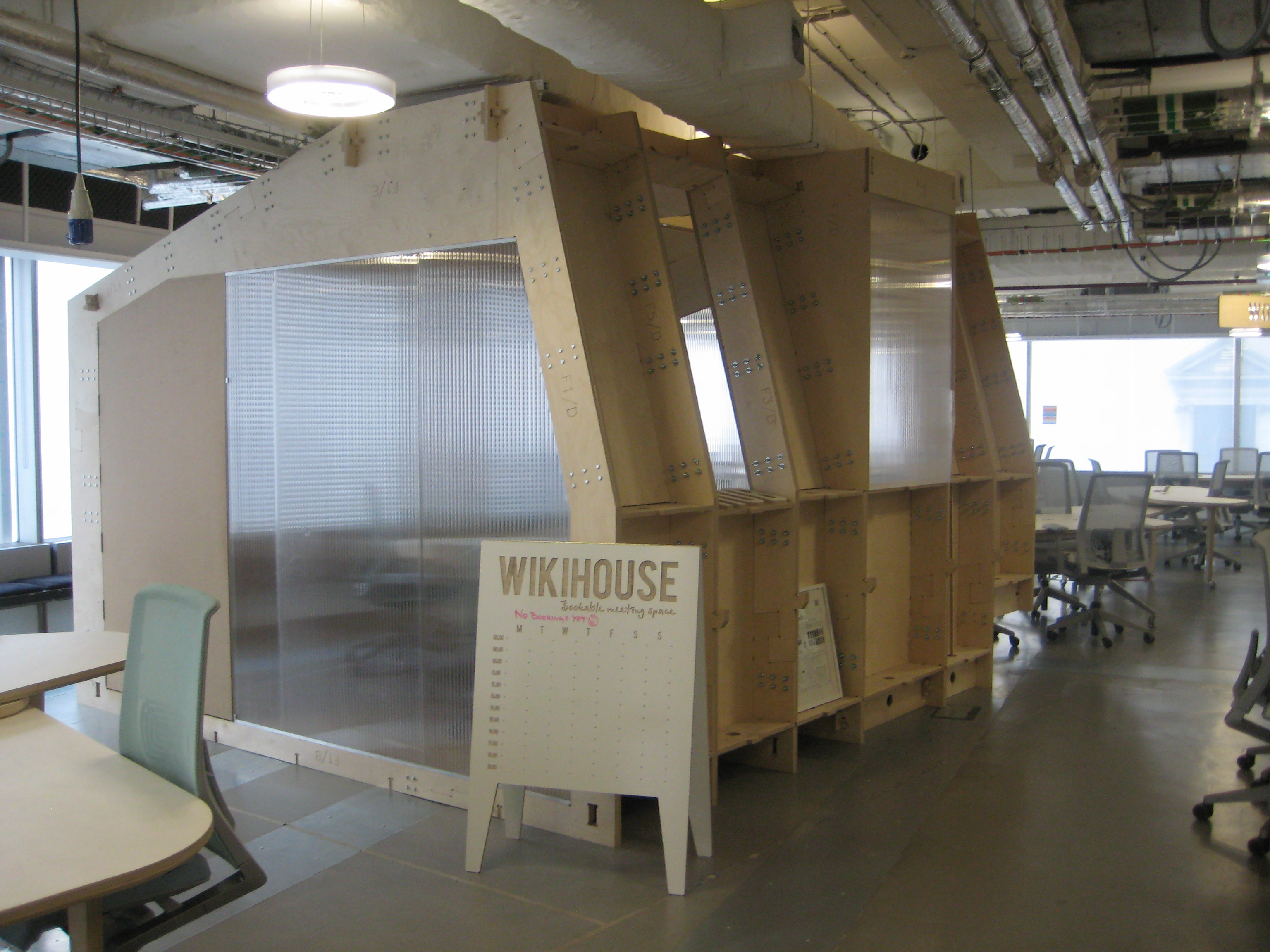
WikiHouse-prototype in Westminster.

WikiHouse is een open source-project voor het ontwerpen en bouwen van huizen. Het doel van dit project is om de bouw van duurzame woningen met een beperkt gebruik aan grondstoffen te democratiseren en vereenvoudigen.

## Ontwikkeling
Het project begon in 2011 als een experiment van de Tav, James Arthur Beatrice Galilea, Nick Ierodiaconou en Alastair Parvin tijdens de Gwangju Design Biennale in Gwangju (Zuid-Korea). Vertrekkend vanuit de samenwerking tussen het ontwerpbureau van 00:/ van Londen, het creatieve collectief van Espians, en de burgerlijk ingenieur-bureau Momentum groeide het project sindsdien uit tot verschillende sub-groepen op verschillende continenten.

## Technische vertaling

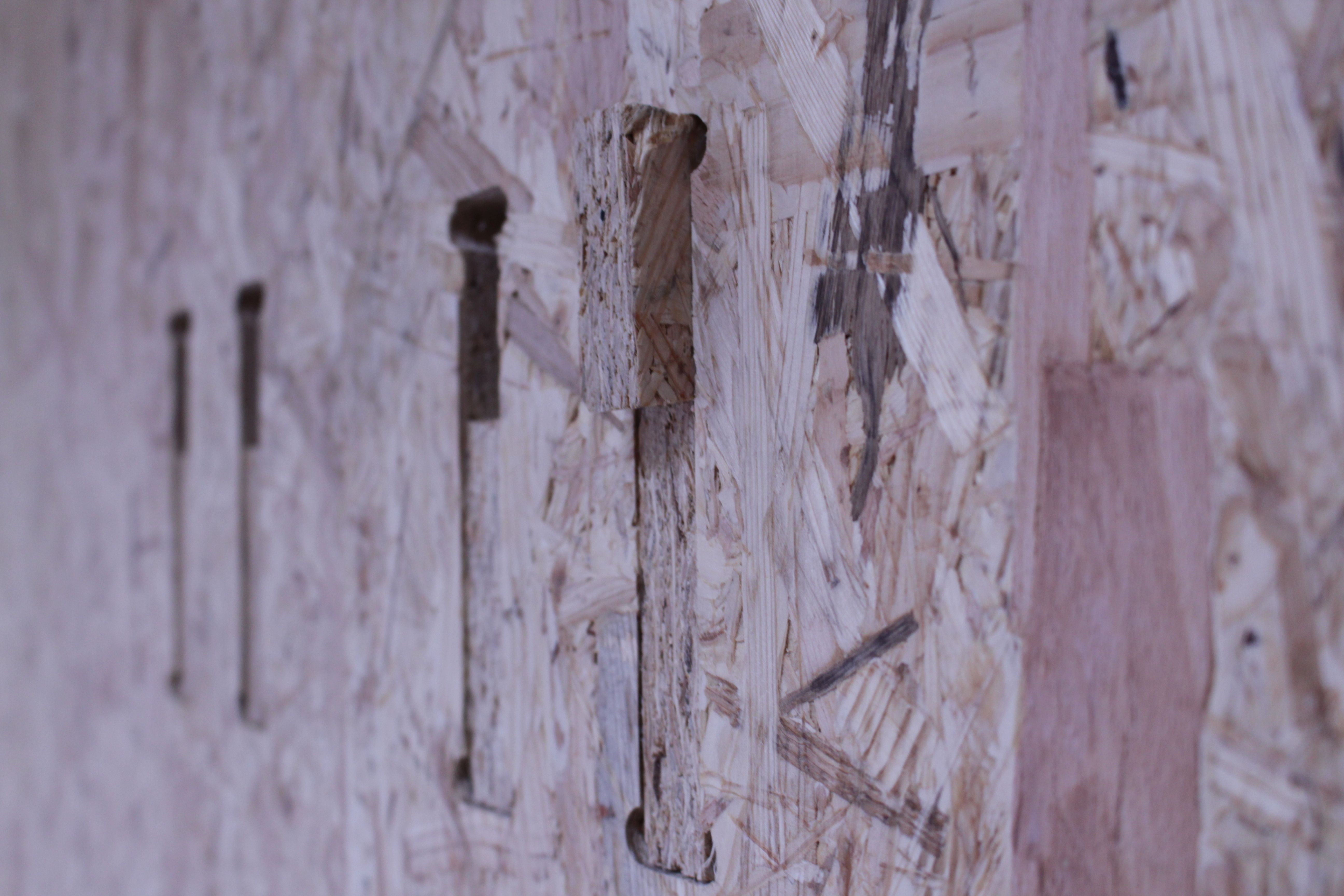
Detail van een WikiHouse: multiplexplaten en klemverbindingen.

WikiHouse laat haar gebruikers toe om de onder een Creative Commons-licentie beschikbare bouwplannen voor houten huizen te downloaden en met de gratis 3D-vormgevingssoftware SketchUp aan te passen. Op basis van het aldus getekende 3D-model kan vervolgens met een CNC-machine de afzonderlijke bouwonderdelen van het houten huis uit gelaagd hout of multiplex worden gezaagd. De bouw van WikiHouse-bouwpakketten vereist geen speciale bevestigingsmiddelen omdat de uitgesneden houten onderdelen met een op de klassieke Koreaanse architectuur geïnspireerde spanwigverbinding in elkaar worden gestoken. Een bouwpakket van een WikiHouse zou ook in minder dan een dag door mensen zonder architectuuropleiding moeten kunnen worden opgetrokken. Voordat men de structuur kan betrekken moet deze worden uitgerust met een bekisting, warmte-isolatie, elektrische bekabeling en leidingwerk.

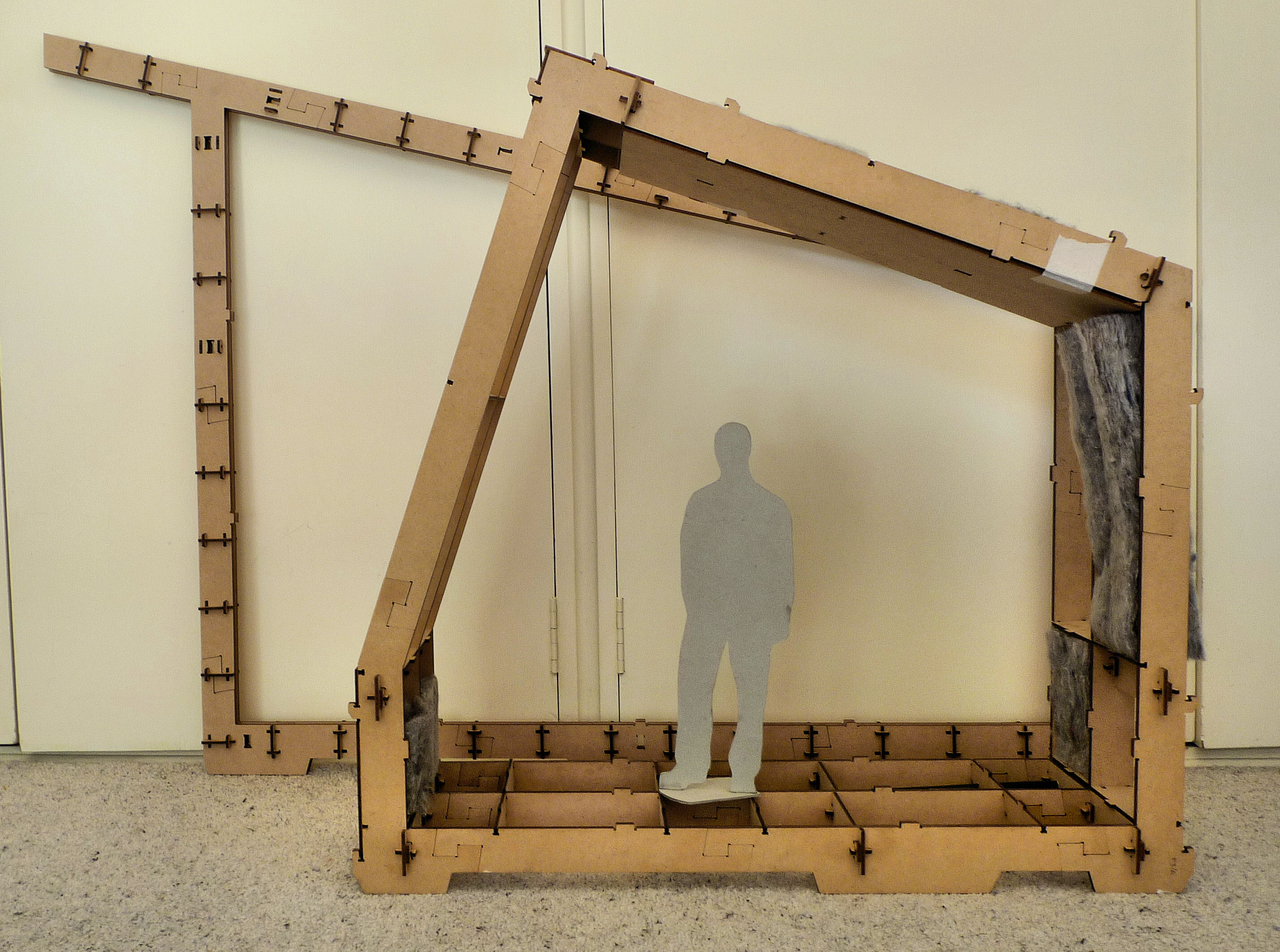
Model op ware grootte van twee verschillende WikiHouse-ontwerpen.

De grondregels voor de internationale WikiHouse-gemeenschap zijn in de WikiHouse-Constitution vastgelegd. Deze grondregels worden voortdurend bevraagd en verder uitgewerkt.
Iedereen die WikiHouse-producten en -gereedschappen gebruikt, aanpast of ontwikkelt, of het project volgt of beheert wordt beschouwd als lid van de WikiHouse-gemeenschap. Iedereen kan dus deel uitmaken van het project, er is geen formeel lidmaatschap of formele leiding.

## Relevantie
De maatschappelijke relevantie van het WikHouse-project kan pas echt worden afgemeten eens een aantal van de door de initiatiefnemers nagestreefde fundamentele veranderingen in vergelijking met de huidige plannings- en productieprocessen op het vlak van woningbouw daadwerkelijk worden geïmplementeerd. Als men erin slaagt om enkele concepten en benaderingen van de CreativeCommons-beweging (zoals modularisering, standaardisering, hergebruik, enz.) te vertalen naar de productie van bouwpakketten voor woonhuizen, zou dit inderdaad een niet te onderschatten bijdrage aan de verandering van de reeds bekende productievormen kunnen betekenen.

## WikiHouse in de Benelux
WikiHouse heeft sinds 2013/2014 in Nederland een eigen afdeling (Stichting WikiHouseNL), die onder andere in Almere de Pionierswoning hebben gebouwd. Tweedejaarsstudenten architectuur aan de UHasselt waren in 2014 in het kader van de tentoonstelling Atelier à Habiter de eersten om WikiHouses (bedoeld om als infobalie te dienen) in België op te trekken. Studenten van de Hogeschool van Arnhem en Nijmegen waren dan weer de eersten om dit in Nederland te doen.